# Ager publicus
Ager publicus (латиною — громадське чи суспільне поле) — назва захоплених Римською республікою земель підкорених міст та громад, зазвичай 1/3 їх території, що перетворювалися на державний земельний фонд. Оброблені землі аґер публікус держава продавала, відводила під колонії або розподіляла між громадянами; луки і зарості залишала для загального користування. Необроблені землі закон дозволяв займати всім громадянам, але до 4 століття до н.е. римські патриції захопили більшість таких земель користуючися ними як посесори на правах окупації. Ділянки громадського поля дозволялося продавати та передавати у спадок, тобто фактично окуповані землі ставали приватною власністю — основою великих маєтків патриціїв. Питання щодо доступу до ager publicus та про переділ цих земель було однією з головних вимог плебеїв у їх боротьбі з патриціями. Ця боротьба призвела до появи численних leges agrariae (земельних законів) з яких найважливішими були закони Ліцинія Секстія та братів Гракхів. Закон Ліцінія та Секстія 367 до н.е. встановив максимум землеволодіння в 500 югерів (125 га). Особливої гостроти боротьба за аґер публікус досягла за часів Гракхів. Пізніше землі аґер публікус переважно перейшли в приватну власність і в часи імперії в Італії громадських земель майже не залишилося, а в провінціях усі землі вважалися державними.